# Пастушенко Леонід Трохимович
Пастуше́нко Леоні́д Трохи́мович (5 грудня 1936 — 27 лютого 2017) — український прозаїк, публіцист і літературний критик. Заслужений журналіст України (1993). Член Національної спілки журналістів України (1960), Національної спілки письменників України (1970).

## Біографія
Народився 5 грудня 1936 року в с. Говори Затонського району Вінницької області (тепер Хмельницький район Хмельницької) у сім'ї вчителів. Батько, як син «ворога народу» Івана Пастушенка, вимушено шукав роботу по навколишніх подільських селах, тож майбутній журналіст учився не тільки в рідній школі, а й у Женишковецькій, Віньковецькій, Вербовецькій Мурованокуриловецького району Вінницької, Заміхівській та Новоушицькій — знову Хмельницької областей.

Після закінчення Ялтушківської середньої школи в Барському районі вступив до Вінницького педінституту, де здобув фах вчителя української мови, літератури та англійської мови, одержавши «червоний диплом» та право вільного вибору місця роботи. Того ж, 1958-го року, кілька місяців пропрацював кореспондентом газети «Вінницька правда» та обласного радіомовлення, а з листопада був призначений завідувачем відділу шкільної та студентської молоді у щойно відкритій обласній комсомольській газеті «Ленінське плем'я». У квітні 1963 р. після перетворення цієї газети на зональне видання ЦК ЛКСМУ «Комсомольське плем'я», став заступником редактора, а у березні 1972 р. перевівся власним кореспондентом республіканської газети «Комсомольское знамя», де пропрацював до 1979 р. У 1979—1999 рр. — в газеті «Радянська Україна» («Демократична Україна»), а також від 1992 р. — у вінницькій обласній газеті «Подолія».

Помер 27 лютого 2017 року у Вінниці.

## Творчість
Друкується з 1956 р. Автор понад двох десятків книжок поезій, прози, публіцистики. Протягом газетярської кар'єри написано кілька сотень гостропроблемних публікацій різних жанрів. Саме публіцистика заклала підвалини для самобутньої авторської прози і громадянської лірики.
|                         | Народився Леонід Трохимович Пастушенко у мальовничому подільському селі Говори, що прибрало собі назву від річечки Говірка (саме там вона, дзюркотлива, гордо впадає у ненабагато повноводіший Батіг). То й сприйняв сповна літератор майбутній тонкощі говірки тамтешньої природи і земляків. Педагог за дипломом (закінчив філологічний факультет Вінницького педінституту), він у пошуках ширшої аудиторії стає спершу журналістом молодіжної газети, а невдовзі дебютує у літературі, в якій поступово, але впевнено, виростає на визнаного майстра кількох вагомих жанрів. Новела, повість, роман, лірика, драматична поема, аналітична есеїстика літературознавчої, економічної, а назагал – суспільствознавчої, людинознавчої проблематики… В кожному з тих жанрів доходить своїх помітних вершин, від яких незрідка рукою подати до загальнонаціональних вершин письменства красного. |
| — Михайло Стрельбицький | |

Автор книг:

- Троє проти одного : новели і повісті / Л. Т. Пастушенко. — Київ: Молодь, 1968. — 200 с.;

Рец.: Лучко, А. Ластівка на обкладинці / А. Лучко // Вінницька правда. — 1968. — 18 червня; Марко, В. З людьми і для людей / В. Марко // Молодь Закарпаття. — 1969. — 8 січня.

- Полиновий трунок : оповідання / Л. Т. Пастушенко. — Одеса: Маяк, 1970. — 232 с.

Рец.: Колісниченко, А. Проза: тенденції і наймолодша генерація / А. Колісниченко // Літературна Україна. — 1971. — 19 лютого.; Барабан, Л. Півтони і нюанси / Л. Барабан // Вітчизна. — 1972. — № 5. — С. 206—208.

- Високо в небо : повісті, оповідання / Л. Т. Пастушенко. — Київ: Молодь, 1975. — 216 с.

Рец.: Сумишин, М. До високої мети / М. Сумишин // Жовтень. — 1976. — № 4. — С. 154—155; Хоменко, Б. Духовні обрії сучасника / Б. Хоменко // Дніпро. — 1976. — № 5. — С. 157—158.

- Голуби над райкомом : повість / Л. Т. Пастушенко. — Одеса: Маяк, 1976. — 150 с.: іл.

Рец.: Федоровська, Л. Післямова до драми / Л.Федоровська // Вітчизна. — 1977. — № 6. — С. 211—214; Гальчак, С. Із серцем Данко / С. Гальчак // Комсомольське плем'я. — 1976. — 9 грудня; Гойша, О. Подолати свою бистрицю / О. Гойша // Жовтень. — 1977. — № 12. — С. 144—146.

- Точка Архімеда : роман / Л. Т. Пастушенко. — Київ: Молодь, 1978. — 197 с.

Рец.: Єршов, В. «Точки опори на шляхах юначих» / В. Єршов // Вітчизна. — 1978. — № 10. — С. 205—208; Погрібний, А. Між коханням і філософією / А. Погрібний // Жовтень. — 1979. — № 2. — С.134-137.

- Лист до запитання : оповідання / Л. Т. Пастушенко. — Одеса: Маяк, 1985. — 144 с.

Рец.: Ковтонюк, І. Між ударами серця / І. Ковтонюк // Комсомольське. плем'я. — 1985. — 3 грудня; Кантарук, П. Вибір / П. Кантарук // Друг читача. — 1986. — 19 червня. — С. 5.

- Вічний хліб: роман  / Л. Т. Пастушенко. — Київ: Радянський письменник, 1986. — 311 с.

Рец.: Кобець, В. Стражгород — любов і доля / В. Кобець // Комсомольське плем'я. — 1986. — 18 грудня; Гром'як, Р. Осмислення чи белетризація? / Р. Гром'як // Літературна Україна. — 1987. — 9 квітня; Гордійчук, П. Людина і хліб / П. Гордійчук // Вінницька правда. — 1987. — 11 квітня.

- Біль і крик : 120 віршів у трьох книгах / Л. Т. Пастушенко. — Вінниця: УНІВЕРСУМ-Вінниця, 2000. — 144 с.

Рец.: Приймачик, Ф. «Біль і крик» / Ф. Приймачик // Подільська зоря. — 2000. — 14 грудня. — С. 10; Мельник, В. Поетичний голос журналіста / В. Мельник // Вінницькі відомості. — 2001. — 25 липня. — С. 15.

- Покута : роман та есе / Л. Т. Пастушенко. — Вінниця: УНІВЕРСУМ-Вінниця, 2000. — 268 с.

Рец.: Бортняк, А. Леонід Пастушенко «Покута» / А. Бортняк // Вінницька газета. — 2000. — 25 липня; Гордійчук, П. Леонід Пастушенко: «Ми є народ?» / П. Гордійчук // Подолія. — 2000. — 1 серпня; Мельник, В. Ми таки були / В. Мельник // Вінницькі відомості. — 2000. — 7 вересня.

- Судний день : вірші, драматична поема / Л. Т. Пастушенко. — Вінниця: Власюк О., 2002. — 150 с.
- Чуєш, брате мій!.. : публіцистика. У 2 кн. / Л. Т. Пастушенко. — Вінниця: Власюк О., 2005 — Кн. 1: Пограбування нації. — 420 с.
- Чуєш, брате мій!.. : публіцистика. У 2 кн. / Л. Т. Пастушенко. — Вінниця: Власюк О., 2005 — Кн. 2: Відродження чи лжереформи?. — 416 с.
- Полювання на класиків : розмисли на берегах книжок / Л. Т. Пастушенко. — Вінниця: Власюк О., 2006. — 162 с.
- Слово на пуантах : розмисли на берегах книжок / Л. Т. Пастушенко. — Вінниця: Власюк О., 2006. — 156 с.
- Причастя : вірші та драматична поема / Л. Т. Пастушенко. — Вінниця: Едельвейс і К, 2007. — 256 с.

Рец.: Осадчий, В. Лебедина печаль / В.Осадчий // Літературна Україна. — 2010. — 4 лютого. — С. 4.

- Гордімося національністю : розмисли публіциста / Л. Т. Пастушенко. — Вінниця: Власюк О., 2009. — 188 с.

Рец.: Стрельбицький, М. Гордімось, але «без відриву» від… «Сізіфового каменя» / М. Стрельбицький // Вінницький край. — 2010. — № 3. — С. 141.

- 13 віршів. Не про любов : поезія / Л. Т. Пастушенко. — Вінниця: Власюк О., 2009. — 16 с.
- Знак скорпіона, або переосмислення міфів : розмисли на берегах життя / Л. Т. Пастушенко. — Вінниця: ТОВ Консоль, 2010. — 320 с.
- Поминки : вірші / Л. Т. Пастушенко. — Вінниця: Власюк О., 2010. — 48 с.
- Час п'єдесталів : трилогія: у 2 кн. / Леонід Пастушенко; вип. 4): Кн. 1: Вічний хліб: роман. — Вінниця: Державна картографічна фабрика, 2011. — 496 с. : портр. — (Бібліотека літератури Вінниччини. — ISBN 978-617-533-039-5; Кн. 2. — Вінниця: ТОВ Консоль, 2012. — 360 с. — (Бібліотека літератури Вінниччини). — ISBN 978-617-583-083-3.

|                   | Після виходу кожної книги бажання писати надовго відбивала цензура, а з другого боку – нема виснажливішої творчої праці, аніж журналістика: вона убиває суперниць. Тому написано мало, може, десь сота частина від того, що було задумано… Отак і не вдалося письменникові повернути читачам свого боргу. Авжеж, хоч він мав писати й писати, незважаючи ні на що. Не вистачило сили волі, характеру. А щоб якось зняти творчу напругу душі, він тихцем писав вірші. Просто так, переважно для себе. Однак, як і всі автори, тішить себе надією, що, може, хоч кілька з них знайдуть відгук в серцях читачів. |
| — Михайло Каменюк | |

За романом «Покута» режисер Валерій Шалига зняв однойменний художній фільм (1995).

## Звання, нагороди, літературні премії[1]
- Член Національної спілки журналістів України (1960);
- Член Національної спілки письменників України (1970);
- Заслужений журналіст України (1993);
- Літературна премія імені Миколи Трублаїні (1967);
- Колгоспна премія імені Двічі Героя Соціалістичної праці Пилипа Желюка (1986) за роман «Вічний хліб»;
- Республіканська журналістська премія імені Ярослава Галана (1991);
- Всеукраїнська літературна премія імені Михайла Коцюбинського (2000) за роман «Покута»;
- Літературна премія імені Михайла Стельмаха журналу «Вінницький край» (2010).

Багаторазовий переможець журналістських обласних та республіканських конкурсів «Золоте перо».

Згідно з Указом Президента України від 4 квітня 2011 року, Л. Т. Пастушенку присуджено довічну державну стипендію.